# サウスイースタン・カンファレンス
サウスイースタン・カンファレンス（Southeastern Conference , SEC ）は、アメリカ合衆国のカレッジスポーツにおけるカンファレンスのひとつ。1932年に創設された。南東部の12校で構成されていたが、テキサス大学とオクラホマ大学が2024年より加わり、14校となった。NCAAディビジョンI（全スポーツ）、Division I-A （アメリカンフットボール）のメンバーである。

## 加盟校
| 学校名                     | チーム名         | チームカラー | チームカラー | 所在地                         | 設立年 | 設立態様 | 登録学生数 | 加盟年 |
| -------------------------- | ---------------- | ------------ | ------------ | ------------------------------ | ------ | -------- | ---------- | ------ |
| フロリダ大学               | ゲイターズ       |              |              | フロリダ州ゲインズビル         | 1853   | 公立     | 51,474     | 1932   |
| ジョージア大学             | ブルドッグス     |              |              | ジョージア州アセンズ           | 1785   | 公立     | 35,197     | 1932   |
| ケンタッキー大学           | ワイルドキャッツ |              |              | ケンタッキー州レキシントン     | 1865   | 公立     | 30,720     | 1932   |
| ミズーリ大学               | タイガース       |              |              | ミズーリ州コロンビア           | 1839   | 公立     | 30,870     | 2012   |
| サウスカロライナ大学       | ゲームコックス   |              |              | サウスカロライナ州コロンビア   | 1801   | 公立     | 31,980     | 1991   |
| テネシー大学               | ボランティアーズ |              |              | テネシー州ノックスビル         | 1794   | 公立     | 27,410     | 1932   |
| ヴァンダービルト大学       | コモドアーズ     |              |              | テネシー州ナッシュビル         | 1873   | 私立     | 12,686     | 1932   |
| アラバマ大学               | クリムゾンタイド |              |              | アラバマ州タスカルーサ         | 1831   | 公立     | 38,563     | 1932   |
| アーカンソー大学           | レイザーバックス |              |              | アーカンソー州フェイエットビル | 1871   | 公立     | 27,558     | 1991   |
| オーバーン大学             | タイガース       |              |              | アラバマ州オーバーン           | 1856   | 公立     | 30,440     | 1932   |
| ルイジアナ州立大学         | タイガース       |              |              | ルイジアナ州バトンルージュ     | 1860   | 公立     | 30,863     | 1932   |
| ミシシッピ大学             | レベルズ         |              |              | ミシシッピ州オックスフォード   | 1848   | 公立     | 24,250     | 1932   |
| ミシシッピ州立大学         | ブルドッグス     |              |              | ミシシッピ州スタークビル       | 1878   | 公立     | 21,884     | 1932   |
| テキサスA&M大学            | アギーズ         |              |              | テキサス州カレッジステーション | 1876   | 公立     | 68,825     | 2012   |
| オクラホマ大学             | スーナーズ       |              |              | オクラホマ州ノーマン           | 1890   | 公立     | 32,676     | 2024   |
| テキサス大学オースティン校 | ロングホーンズ   |              |              | テキサス州オースティン         | 1883   | 公立     | 53,082     | 2024   |

## 競技場
| 校名             | フットボールスタジアム                                                | 収容人数      | バスケットボールアリーナ                            | 収容人数     | ベースボールスタジアム            | 収容人数 |
| ---------------- | --------------------------------------------------------------------- | ------------- | --------------------------------------------------- | ------------ | --------------------------------- | -------- |
| フロリダ         | ベン・ヒル・グリフィン・スタジアム                                    | 88,548        | スティーブン・C・オコーネル・センター               | 10,133       | マッキーサン・スタジアム          | 5,500    |
| ジョージア       | サンフォード・スタジアム                                              | 92,746        | ステージマン・コロシアム                            | 10,523       | フォーレイ・フィールド            | 3,291    |
| ケンタッキー     | クローガー・フィールド                                                | 61,000        | ラップ・アリーナ メモリアル・コロシアム（女子のみ） | 23,500 8,500 | クリフ・ヘイガン・スタジアム      | 3,000    |
| ミズーリ         | フォーロット・フィールド                                              | 60,168        | ミズー・アリーナ                                    | 15,061       | テイラー・スタジアム              | 3,031    |
| サウスカロライナ | ウィリアムズ＝ブライス・スタジアム                                    | 80,250        | コロニアル・センター                                | 18,000       | ファウンダース・パーク            | 8,242    |
| テネシー         | ニーランド・スタジアム                                                | 102,455       | トンプソン＝ボーリング・アリーナ                    | 21,678       | リンジー・ネルソン・スタジアム    | 4,283    |
| バンダービルト   | バンダービルト・スタジアム                                            | 40,350        | メモリアル・ジムナシウム                            | 14,316       | ホーキンス・フィールド            | 3,700    |
| アラバマ         | ブライアント＝デニー・スタジアム                                      | 101,821       | コールマン・コロシアム                              | 15,383       | シーウェル・トーマス・スタジアム  | 8,500    |
| アーカンソー     | レイザーバック・スタジアム ウォー・メモリアル・スタジアム（準本拠地） | 76,000 53,727 | バド・ウォルトン・アリーナ                          | 19,368       | バウム・スタジアム                | 10,737   |
| オーバーン       | ジョーダン＝ヘアー・スタジアム                                        | 87,451        | オーバーン・アリーナ                                | 9,121        | プレインズマン・パーク            | 4,096    |
| ルイジアナ州立   | タイガー・スタジアム                                                  | 102,321       | ピート・マラビッチ・アセンブリー・センター          | 13,215       | アレックス・ボックス・スタジアム  | 10,326   |
| ミシシッピ       | ボート＝ヘミングウェイ・スタジアム                                    | 64,038        | テッド・スミス・コロシアム                          | 9,500        | スウェイジー・フィールド          | 8,500    |
| ミシシッピ州立   | デービス・ウェード・スタジアム                                        | 61,337        | ハンフリー・コロシアム                              | 10,575       | デューディーノーベル・フィールド  | 15,000   |
| テキサスA&M      | カイル・フィールド                                                    | 102,733       | リード・アリーナ                                    | 12,989       | オルセン・フィールド              | 6,100    |
| オクラホマ       | ゲイロードファミリー・オクラホマ・メモリアルスタジアム                | 80,126        | ロイド・ノーブル・センター                          | 10,967       | L.デール・ミッチェル・パーク      | 3,180    |
| テキサス         | ダレル・Ｋ・ロイヤル・テキサスメモリアルスタジアム                    | 100,119       | ムーディ・センター                                  | 10,000       | UFCU ディッシュ・ドークフィールド | 6,649    |

## フットボールチャンピオンシップ結果
勝者は太字で書かれている。なお、ランキングはAPのものである。
| 年         | 東地区                   | 東地区    | 西地区                 | 西地区    | 会場                                                  | 観客数    |
| ---------- | ------------------------ | --------- | ---------------------- | --------- | ----------------------------------------------------- | --------- |
| 1992       | #12 フロリダ大学         | 21        | #2 アラバマ大学        | 28        | リージョンフィールド アラバマ州バーミングハム         | 83,091    |
| 1993       | #9 フロリダ大学          | 28        | #16 アラバマ大学       | 13        | リージョンフィールド アラバマ州バーミングハム         | 76,345    |
| 1994       | #6 フロリダ大学          | 24        | #3 アラバマ大学        | 23        | ジョージア・ドーム ジョージア州アトランタ             | 74,751    |
| 1995       | #2 フロリダ大学          | 34        | #23 アーカンソー大学   | 3         | ジョージア・ドーム ジョージア州アトランタ             | 71,325    |
| 1996       | #4 フロリダ大学          | 45        | #11 アラバマ大学       | 30        | ジョージア・ドーム ジョージア州アトランタ             | 74,132    |
| 1997       | #3 テネシー大学          | 30        | #11 オーバーン大学     | 29        | ジョージア・ドーム ジョージア州アトランタ             | 74,896    |
| 1998       | #1 テネシー大学          | 24        | #23 ミシシッピ州立大学 | 14        | ジョージア・ドーム ジョージア州アトランタ             | 74,795    |
| 1999       | #5 フロリダ大学          | 7         | #7 アラバマ大学        | 34        | ジョージア・ドーム ジョージア州アトランタ             | 71,500    |
| 2000       | #7 フロリダ大学          | 28        | #18 オーバーン大学     | 6         | ジョージア・ドーム ジョージア州アトランタ             | 73,427    |
| 2001       | #2 テネシー大学          | 20        | #21 LSU                | 31        | ジョージア・ドーム ジョージア州アトランタ             | 74,843    |
| 2002       | #4 ジョージア大学        | 30        | #22 アーカンソー大学   | 3         | ジョージア・ドーム ジョージア州アトランタ             | 75,835    |
| 2003       | #5 ジョージア大学        | 13        | #3 LSU                 | 34        | ジョージア・ドーム ジョージア州アトランタ             | 74,913    |
| 2004       | #15 テネシー大学         | 28        | #3 オーバーン大学      | 38        | ジョージア・ドーム ジョージア州アトランタ             | 74,892    |
| 2005       | #13 ジョージア大学       | 34        | #3 LSU                 | 14        | ジョージア・ドーム ジョージア州アトランタ             | 73,717    |
| 2006       | #4 フロリダ大学          | 38        | #8 アーカンソー大学    | 28        | ジョージア・ドーム ジョージア州アトランタ             | 73,374    |
| 2007       | #14 テネシー大学         | 14        | #5 LSU                 | 21        | ジョージア・ドーム ジョージア州アトランタ             | 73,832    |
| 2008       | #2 フロリダ大学          | 31        | #1 アラバマ大学        | 20        | ジョージア・ドーム ジョージア州アトランタ             | 75,892    |
| 2009       | #1 フロリダ大学          | 13        | #2 アラバマ大学        | 32        | ジョージア・ドーム ジョージア州アトランタ             | 75,514    |
| 2010       | #19 サウスカロライナ大学 | 17        | #1 オーバーン大学      | 56        | ジョージア・ドーム ジョージア州アトランタ             | 75,802    |
| 2011       | #12 ジョージア大学       | 10        | #1 LSU                 | 42        | ジョージア・ドーム ジョージア州アトランタ             | 74,515    |
| 2012       | #3 ジョージア大学        | 28        | #2 アラバマ大学        | 32        | ジョージア・ドーム ジョージア州アトランタ             | 75,624    |
| 2013       | #5 ミズーリ大学          | 42        | #3 オーバーン大学      | 59        | ジョージア・ドーム ジョージア州アトランタ             | 75,632    |
| 2014       | #14 ミズーリ大学         | 13        | #1 アラバマ大学        | 42        | ジョージア・ドーム ジョージア州アトランタ             | 73,526    |
| 2015       | #18 フロリダ大学         | 15        | #2 アラバマ大学        | 29        | ジョージア・ドーム ジョージア州アトランタ             | 75,320    |
| 2016       | #15 フロリダ大学         | 16        | #1 アラバマ大学        | 54        | ジョージア・ドーム ジョージア州アトランタ             | 74,632    |
| 2017       | #6 ジョージア大学        | 28        | #4 オーバーン大学      | 7         | メルセデス・ベンツ・スタジアム ジョージア州アトランタ | 76,534    |
| 2018       | #4 ジョージア大学        | 28        | #1 アラバマ大学        | 35        | メルセデス・ベンツ・スタジアム ジョージア州アトランタ | 77,141    |
| 2019       | #4 ジョージア大学        | 10        | #1 LSU                 | 37        | メルセデス・ベンツ・スタジアム ジョージア州アトランタ | 74,150    |
| 2020       | #11 フロリダ大学         | 46        | #1 アラバマ大学        | 52        | メルセデス・ベンツ・スタジアム ジョージア州アトランタ | 16,520    |
| 2021       | #1 ジョージア大学        | 24        | #3 アラバマ大学        | 41        | メルセデス・ベンツ・スタジアム ジョージア州アトランタ | 78,030    |
| 2022       | #1 ジョージア大学        | 50        | #14 LSU                | 30        | メルセデス・ベンツ・スタジアム ジョージア州アトランタ | 74,810    |
| 2023       | #1 ジョージア大学        | 24        | #8 アラバマ大学        | 27        | メルセデス・ベンツ・スタジアム ジョージア州アトランタ | 78,320    |
| 地区別合計 | 13 勝                    | 800       | 18 勝                  | 902       |                                                       | 2,196,963 |
| 年         | 第1シード                | 第1シード | 第2シード              | 第2シード | 会場                                                  | 観客数    |
| 2024       | #2 テキサス大学          | 19        | #5 ジョージア大学      | 22(2OT)   | メルセデス・ベンツ・スタジアム ジョージア州アトランタ | 74,916    |
| 合計       | 0勝                      | 19        | 1 勝                   | 22        |                                                       | 74,916    |